# Art Blakey
 (novembre 2021).
Pour les articles homonymes, voir Blakey.
Arthur « Art » Blakey, aussi appelé  Abdullah Ibn Buhaina, né le 11 octobre 1919 à Pittsburgh en Pennsylvanie et mort le 16 octobre 1990, est un batteur et chef d'orchestre de jazz américain.
Art Blakey est avec Kenny Clarke et Max Roach un des inventeurs du style de batterie bebop moderne, et fut l'un des piliers du genre hard bop. Lui et son groupe, The Jazz Messengers, continuent aujourd'hui encore d'avoir une grande influence sur le jazz, non seulement de par le style puissant, bluesy et funky du batteur, mais également pour avoir « lancé » de nombreux jeunes futurs grands noms du jazz, plusieurs décennies durant.

## Biographie

### Jeunesse et formation
Art Blakey est né à Pittsburgh d'une famille modeste et très croyante, on ne sait presque rien de ses premières années. Blakey a appris à jouer du piano alors qu'il était adolescent et a joué au piano (et plus tard à la batterie) dans des clubs de jazz le soir tout en travaillant dans les aciéries le jour. Sa carrière de musicien commence à 16 ans aux environs de 1935. Il aurait commencé par jouer du piano au Democratic Club avant de se consacrer à la batterie au début des années 1930 pour éviter de se trouver en concurrence avec un autre pianiste, Erroll Garner.

### Carrière artistique

#### Débuts
En 1937, ayant fait la connaissance de Chick Webb, batteur de talent et leader d'une formation, Art Blakey suivra celle-ci en tournée comme simple homme à tout faire. En 1938, il retourne à Pittsburgh pour tenter de monter sa propre formation.
À partir de 1939, Art Blakey joue dans les orchestres de Mary Lou Williams, Fletcher Henderson, et Billy Eckstine. Il se convertit à l'Islam ahmadiyya durant un long séjour en Afrique de l'Ouest, à la fin des années 1940 et prend le nom d'Abdullah Ibn Buhaina (d'où son surnom « Bu »). Cette visite africaine est toutefois sujette à polémique, certains affirmant que Blakey n'a jamais été absent des États-Unis aussi longtemps.
À la fin des années 1940 et au début des années 1950, Blakey participe aux groupes de musiciens prestigieux tels que Miles Davis, Bud Powell ou encore Thelonious Monk. Il figurera notamment sur le premier enregistrement de ce dernier en tant que leader (en 1947, pour le label Blue Note), et sur son dernier (en 1971 à Londres).

#### The Jazz Messengers
Dans les années 1950, Blakey dirige avec le pianiste Horace Silver une série de groupes sous des noms variés. Ils enregistrent notamment l'un des premiers disques « live » de jazz, A Night at Birdland, en février 1954, sous le nom du Art Blakey Quintet. Le groupe comprend, en plus de Blakey et Silver, le jeune trompettiste Clifford Brown, le saxophoniste alto Lou Donaldson et le bassiste Curly Russell.
En 1954, le nom Jazz Messengers est employé pour la première fois pour désigner le quintet, désormais composé de Blakey, Silver, Hank Mobley, Kenny Dorham et Doug Watkins. En 1956, ils enregistrent un album éponyme pour le label Columbia. Silver ayant quitté le groupe, celui-ci devient ensuite Art Blakey and the Jazz Messengers, un nom qu'il gardera jusqu'à la mort du batteur.
L'orchestre traversera de nombreux changements de composition, deux d'entre eux parmi les plus célèbres comprenant Wayne Shorter au saxophone tenor. Sans oublier la collaboration du trompettiste Lee Morgan en 1958 sur l'album Moanin, ainsi que sur A night in Tunisia. D'abord au sein d'un quintet de 1959 à 1961, puis d'un sextet, de 1961 à 1964 qui comprend également le tromboniste Curtis Fuller. Pendant ses engagements au sein des Jazz Messengers, Shorter joue le rôle de directeur musical du groupe, et certaines de ses compositions, telles que Lester Left Town, resteront des éléments essentiels du répertoire des Messengers. Parmi les autres musiciens ayant laissé une marque durable sur les Jazz Messengers, on trouve notamment Bobby Timmons, compositeur de Dat Dere et Moanin', Benny Golson, compositeur de Along Came Betty et Are You Real, et, plus tard, Bobby Watson. Sous l'influence de Wayne Shorter, le groupe s'aventure dans le free jazz des années 1960, enregistrant des faces qui portent la marque évidente de l'influence des albums de John Coltrane sur le label Impulse!, comme sur Free for All (1964).

#### L'après Jazz Messengers
Au cours de sa carrière, Art Blakey a enregistré des dizaines d'albums, modifiant sans cesse la composition des Jazz Messengers pour intégrer de jeunes et prometteurs musiciens. Après avoir éprouvé quelques difficultés à traverser la mode du jazz fusion dans les années 1970, le groupe fut à nouveau rajeuni grâce à l'avènement au début des années 1980 d'un jazz « néotraditionnaliste », incarné notamment par le trompettiste Wynton Marsalis, qui fut un temps directeur musical du groupe. Art Blakey persévéra dans cette veine après le départ de Marsalis, donnant leur chance à de nombreux « jeunes lions » comme Terence Blanchard, Donald Harrison et Kenny Garrett.
Après avoir mis fin aux tournées des Jazz Messengers à la fin des années 1980, Art Blakey mourut à New York en 1990, laissant derrière lui l'un des héritages les plus riches de l'histoire du Jazz. Ayant notamment contribué à propulser au premier plan la batterie, à l'origine instrument purement accompagnateur, pour en faire un instrument soliste et directeur, il exerce aujourd'hui encore une grande influence sur les nouvelles générations de « hard-boppers ». Il a également joui, durant toute sa carrière, d'une immense popularité en France, apparaissant notamment avec les Jazz Messengers dans le film de Roger Vadim Les Liaisons dangereuses 1960 en 1959.
La reprise de Whisper Not de Benny Golson par Art Blakey & the Jazz Messengers figure dans le film In girum imus nocte et consumimur igni de Guy Debord (1981).

## Récompenses
- National Endowment for the Arts - NEA Jazz Master : nomination et récompensée en qualité de Jazz Master en 1988[6]

## Équipement
- Kit  : Batterie Gretsch
  - 5.5"x14" caisse claire
  - 8"x12" Tom
  - 14"x14" Tom
  - 20" Grosse caisse
- Cymbales : Zildjian
  - 14" New Beat Hi-Hats
  - 18" A Crash Ride
  - 21" A Sweet Ride
  - 18" A Crash Ride